# Gotan Project
O Gotan Project é um grupo musical formado em  Paris, constituído pelos músicos: Philippe Cohen Solal (francês), Eduardo Makaroff (argentino) e Christoph H. Müller (suíço). 
O grupo juntou-se em 1999. O primeiro single a ser lançado foi Vuelvo Al Sur/El Capitalismo Foraneo em 2000, seguido do álbum La Revancha del Tango em 2001. A sua música insere-se no estilo do Tango, mas com elementos eletrônicos que dão ao seu estilo uma nova forma de fazer tango: o tango eletrônico. 
O nome deste trio vem da inversão das sílabas da palavra tango, seguindo o costume do lunfardo, a gíria argentina, de pronunciar as palavras "al revés", ou seja, de trás para a frente.
No Brasil, o sucesso veio mesmo com o single Epoca, tema de Bárbara, na novela Da Cor do Pecado, que foi exibida em 2004 pela Rede Globo. Novamente pela emissora carioca, o Gotan Project retomou o sucesso em terras brasileiras com "La Gloria", tema de Salomé em Morde & Assopra, que levou o grupo a se apresentar em algumas capitais brasileiras.

## Discografia
- 2000 Vuelvo Al Sur
- 2001 El Capitalismo Foraneo
- 2001 La Revancha del Tango
- 2004 Inspiración Espiración
- 2006 Lunático
- 2006 El Norte
- 2010 Tango 3.0

## Videografia
- 2005 La Revancha del Tango Live
- 2011 Tango 3.0

## Outras bandas de tango eletrônico
- Bajofondo Tangoclub
- Tanghetto
- Otros Aires